# Grijó de Parada
Grijó de Parada es una freguesia portuguesa del municipio de Braganza, con 31,02 km² de superficie y 380 habitantes (2001). Su densidad de población es de 12,3 hab/km².